# Bonnée
Bonnée är en kommun i departementet Loiret i regionen Centre-Val de Loire strax norr Frankrikes mitt. Kommunen ligger i kantonen Ouzouer-sur-Loire som tillhör arrondissementet Orléans. År 2022 hade Bonnée 698 invånare.

## Befolkningsutveckling
Antalet invånare i kommunen Bonnée
| Referens: INSEE |